# 極楽りんご
『極楽りんご』は林正之が執筆したギャグ漫画作品。「眠れぬ夜の奇妙な話」（略称「ネムキ」、朝日ソノラマ）にて1992年から1996年まで連載された。

## 概要
- りんご寺に住む和尚と小姓の蘭丸を中心に、りんご寺を乗っ取ろうと企むデスメタル神父や、境内によく出没するバカ旦那、その他、りんご寺へさまざまな理由で訪れる個性豊かな人々とのドタバタ劇を描く、一話完結型のギャグ漫画である。

- 林の得意とするボケたおし型の手法が全編にわたって使用されている。登場人物のボケた言動や行動が繰り返されながら、異様な方向に展開されて行き、読者の笑いを誘う。バカ旦那の登場する回は下ネタが多く、蘭丸との絡みを描いた回は暴力的になることが多い。

## 登場人物
和尚
りんご寺の住職。歳は20代前半でいつも黒衣の袈裟を着用し、頭を僧兵がかぶる白袈裟で覆っている。この作品中で唯一、理性と常識のあるような言動をとるが基本はバカでスケベ。他の登場人物からひどい目にあわされる事が多い。時には御仏の言葉を述べたり、悪を許す寛大な台詞を口にしたりするが、いつも周りに台無しにされる。蘭丸とは幼いころからの付き合いがある。自分では制御できないが、ひたいから和尚ビームを発射することができる。
蘭丸
りんご寺の小姓。和尚の5歳年下。爆発と罠を仕掛けることが大好きであり、境内は蘭丸が3歳のころから仕掛け続けている罠だらけである。和尚を愛しているが、暴力と爆発と罠にかけることでしか愛情表現ができず、本人もそれに疑問を持っていない。自分のためなら平気で嘘をついたり、人を陥れたりする。昼間は学校に通っているが、学校内では束ねている髪をのばして女装し「蘭子」と名乗っている。りんご寺では男装しており、性別は不明。
りんご君
外見もサイズもりんごだが、小さな手足が生えていて、りんごの輪郭から内が全て顔になっている。眉が太く、何かを悟ったようなしぶい男の顔である。りんご寺の境内に住みつき、嘘しか言わない。嘘をついた後は必ず一呼吸おいて、にやついた顔で「ウソだけどな。」と言う。おもに漫画の場面転換の時に屋根の上に出没してわかりきった嘘をつくか、作品の最後に書かれる「めでたしめでたし」等の文字に突っ込みを入れるために登場することが多いが、作中において登場人物と会話することもある。食べると血の味がして、とてつもなくまずい。作者は一発キャラのつもりで出したが、担当者の松沢が気に入り、レギュラーとなった。1996年からはりんご君を主役とした「がんばれりんご君」が、極楽りんごと平行して『眠れぬ夜の奇妙な話』誌で連載された。
デスメタル神父
キリスト教イブ派の神父。りんご寺を自分の教会にしようと企み、蘭丸を篭絡したり、りんご寺に爆弾を仕掛けたりする。痩せ型でヨーロッパ系の端正な顔立ちをしており、ひたいに十字架が描かれている。いつも牧師か大司教の衣装を着用している。信徒が数人存在しており、こちらはクー・クラックス・クランの覆面スタイルに酷似した衣装(ただし、色は黒)である。生まれる2年前に両親に死なれた生まれつきの孤児であると自称し、うそつきであり、かつ友達がいない。キリスト教の神父を名乗っているが、崇拝している神は顔が黒山羊で体は女性と言ういでたちでバフォメットに酷似しており、生贄を要求して暴れる。サンタクロースをサタンクロースと勘違いし、魂と引き換えにプレゼントをもらおうと召還を試みたり、アダムを粗末に扱ったり生贄にささげたりと、キリスト教の内容について無知であり、自分でも興味がないと述べている。りんご寺乗っ取り失敗後もたびたび寺を訪れ、和尚と意気投合したりしている。第3話から登場し、レギュラーと言ってよいほど活躍するが、「空手の通信教育の成果を見せるために、十字架を素手で叩き割る」と言った危険な宗教ネタが多く、文庫本判では大幅にカットされた。
バカ旦那
世界一のバカ。中肉中背でどちらかというとスポーツマンタイプの中年サラリーマンと言う雰囲気で、赤いふんどしと赤い腹掛けを着用し、それ以外はなにも着ていない。顔は四角い眼鏡にひげをはやし、頭に鉢巻と日の丸の描かれた開いた扇をつけている。下ネタと注目をあびるのが大好きで、りんご寺にきては和尚に下ネタを披露する。特にふんどしを上に引っ張り上げて、お尻の割れ目に食い込ませ、その状態でお尻を突き出して「おまんじゅ食べゆー？」と言うギャグがお気に入りであり、機会があれば行なっている。妻持者である。第5話で登場し、一発キャラの予定だったが読者の評判がよく、レギュラーとしてたびたび登場することとなった。
浅野ゆう子
芸能関係者。写真集をお供えされた傘地蔵が、お返しとして本人が歩いているところをさらってりんご寺に届けた。以後、りんご寺の境内の掃除をしていたり、周辺で見かけるようになった。いつもトレンチコートを着用し、なぜか小銭に異様なほど愛着を見せる。登場当時は31歳、最終回では35歳とルビが入った。元ネタは女優の浅野ゆう子だが、名前だけ借りていて、性格設定ほか一切が林の創作である。
なぞの青年
3月3日になると欄丸のまわりに現れるなぞの人物。詰襟で黒の学生服、学生帽にマフラーを着用し、右目には大きな眼帯をしている。折り紙が得意であり、蘭丸を励ましたり、慰めたりする。
バカ貴公子
イギリスのバカ。友であるイタリアのバカ息子がバカ旦那に倒されたためその復讐と、世界一のバカの座を奪うために来日した。金髪の美少年だが、着ている背広は後ろ側がなく背中からお尻までが丸見え。一日に百回くらいトイレに行き、自慢は生まれてから一度も手を洗ったことがないことである。いつもバカ旦那を後一歩まで追い詰めるが、バカなことをして失敗する。
サラリーマン
ある時はハイテク仏像製造会社のセールスマン、ある時はイチゴ観光の広報マン、またある時は女神不動産のインチキ社員としてりんご寺に登場するお兄さん。欠陥品のロボットを売りつけたり、ハワイと偽って東京観光をさせたり、詐欺行為で権利書にサインをさせてりんご寺を奪おうとした。
五木武利
蘭子と同じ学校に通う学生。髪を七三に分けて眼鏡をかけている。ゴミ箱あさりと拾い物が大好き。蘭子を愛しており、拾った「金星のロボット」を使って恋敵の和尚をさらい、亡き者にしようとした。
頭突き超人ダイヤモンドヘッド
頭がダイヤモンドで出来ている耳の大きなスーパーマン。胸に「ダ」と書いてある。ピンチの時に「ダイヤモンドヘーッド!」と呼べば、飛んできて敵を頭突きで倒してくれる。ただし、敵を倒した後は、相手かまわず周りの人物に頭突きをしまくり、最後には町を襲って迷惑をかける。
宇宙人Ｐ
地球侵略を企む宇宙人。身長は1ｍ程度。首はなく、親指に小さな手足をつけたような体型をしていて、顔は全体が巨大な一つ目であり口とか鼻はない。胸に「Ｐ」と書いた宇宙服らしきものを着ている。殺人光線銃を携帯し、未確認飛行物体を操り、変な顔をした巨大タコ型ロボットで町を襲ったりと、科学力は高い。台詞はつねに「Ｐ－ッ!」である。
毒キューリ夫人
和尚が蘭丸にキュリー夫人の伝記を読ませる回で、蘭丸の仕掛けた落とし穴に、毒蛇の代わりに大量に入っていた生物。サイズその他は胡瓜そのものだが真ん中付近に顔があり、小さな手足が生えていて「シャーッ」と鳴く。迫ってくる毒キューリ夫人達を和尚が恐れているところから危険な生物らしい。
アダム
デスメタル神父が信者に配っているイブ写真集におまけで付いてきた生物。「幼稚園児が一筆書きで書いた人物画」のような容貌で、「アダム～」としか言わない。ゴムのようによくのびる。みんなから不要な物扱いされた。のちにイブが、ゴムの代わりにアダムを巻いてゴム飛行機を飛ばしていた所、巻きすぎて胴体が切れて死んでしまう。

## 作品

### 単行本
- 極楽りんご（1993年 - 1998年、朝日ソノラマ 眠れぬ夜の奇妙な話コミックス、全4巻、絶版）

1. ISBN 4257901934
2. ISBN 4257902213
3. ISBN 425790271X
4. ISBN 4257903562

### 文庫本
- 極楽りんご（2001年、朝日ソノラマコミック文庫、全1巻、絶版）

単行本版にあった宗教ネタの回および「極楽りんご」以外の短編は未収録。
1. ISBN 4257721111

- それ行けりんご君!（2001年、朝日ソノラマコミック文庫、全1巻）

単行本版極楽りんごから「それ行けりんご君!」を抜き出して収録。
1. ISBN 4257721278

## その他
- 単行本2巻の表紙は岡田有章が描いている。「ロボット怪獣の前にジャイアントロボの姿をしたりんご君が飛んできて、これから戦う」ような絵柄で、重厚で精密なイラストだが漫画の内容とは全然関係がない。